# Arthur Blessitt
Arthur Owen Blessitt (né le 27 octobre 1940 à Greenville (Mississippi) et mort le 14 janvier 2025) est un prédicateur itinérant chrétien américain, connu pour porter une croix de 3,7 mètres dans toutes les nations du monde.

## Biographie

### Jeunesse et carrière
Arthur Blessitt est né à Greenville dans le Mississippi et a grandi dans le nord-est de la Louisiane, où son père dirigeait une grande ferme de coton.
À l'âge de sept ans, Arthur est devenu chrétien évangélique. Il a étudié au Mississippi College et au Golden Gate Baptist Seminary, mais a abandonné ses études pour servir comme pasteur dans plusieurs églises baptistes à travers les États-Unis.
À la fin des années 1960, il a commencé à prêcher à Hollywood, en Californie. Là, il s’est fait connaître sous le nom de « Pasteur de Sunset Strip ». En mars 1968, il a ouvert un café appelé His Place dans un immeuble loué à côté d'un club de go-go girls seins nus.
Il rencontre Sherry Anne Simmons, qu'il épouse en 1963 dans les trois semaines suivante à sa relation,. Ensemble, ils ont eu six enfants : Gina, Arthur Joel, Joy, Arthur Joshua, Arthur Joseph et Arthur Jerusalem.
Il épouse ensuite Denise Irja Brown en 1990. Ensemble, ils ont adopté une enfant, Sophia, et sont installés à Denver dans le Colorado.

### Marche de la Croix
Arthur Blessitt a fait sa croix en 1968 pour s'accrocher au mur de « His Place » sur Sunset Strip, à Hollywood, et a fait de courtes promenades dans cette zone. Le 25 décembre 1969, il a commencé sa marche de la croix, son évangélisation de rue, depuis Los Angeles à Washington. Parlant de son inspiration pour cette initiative, il dit qu'il « avait entendu la voix de Jésus l'appelant à marcher vers chaque nation ». Pendant une courte période, de 1970 à 1971, il a mis en place un service d'évangélisation à Times Square à New York, semblable à son café d'Hollywood. En mai 1971, Blessitt a fait sa première marche à l'étranger, en commençant par l'Irlande du Nord.
Arthur Blessitt a porté la croix dans toutes les parties du monde. Pendant la guerre froide en Union soviétique, en passant par la Russie, les Pays baltes, l'Ukraine et d'autres pays. Il a porté la croix à travers des endroits tels que l'Irak, la Corée du Nord, l'Iran, l'Afghanistan, la Somalie, le Soudan, la Chine, l'Afrique du Sud, le Liban, l'Inde, l'Antarctique, la Palestine, Israël, Cuba, la Libye, le nord et le sud du Yémen, le Viêt Nam et la Mongolie.
Au cours de ses voyages, Arthur Blessitt a rencontré de nombreux leaders politiques et religieux, notamment George W. Bush, Billy Graham, le pape Jean-Paul II, Yasser Arafat et Mouammar Kadhafi. Il a été arrêté 24 fois et a perdu sa croix à deux reprises.
Lors d'une traversée de Beyrouth, Arthur Blessitt a choisi d'amener son fils Arthur Joshua.
Le 13 juin 2008, Arthur Blessitt a parcouru son kilomètre 61 319 à Zanzibar, complétant ainsi l'objectif qu'il s'était fixé de parcourir tous les « groupes de pays et d'îles » du monde.
En juillet 2019, Arthur Blessitt participe toujours à des marches dans le monde. Blessitt prétend avoir parcouru plus de 69 000 km à travers 324 « nations, groupes d'îles et territoires ». Il prétend également avoir parcouru tous les océans et marché sur les sept continents (y compris l'Antarctique ). Le PR Newswire de Trinity Broadcast Network prétend qu'il est connu internationalement comme le « Pèlerin de la Croix ». Il figure dans le Guinness World Records 2015 pour avoir détenu le record du plus long pèlerinage en cours autour du monde.
Arthur Blessitt a fait l'objet de divers documentaires, tels que The Cross Museum of Arthur et Denise Blessitt (2014), Arthur: A Pilgrim (1988), et The Cross: The Arthur Blessitt Story (2009), réalisé par Matthew Crouch.

### Opinions religieuses
Arthur Blessitt appartient au protestantisme évangélique et se situe dans l'aile charismatique de cette tradition. Il cite RT Kendall et Charles Spurgeon comme inspirations.

### Politique
Arthur Blessitt se déclare candidat à l'investiture démocrate pour la présidentielle américaine de 1976. Il retire sa candidature après avoir disputé les primaires du New Hampshire et de la Floride, État dans lequel il termine en cinquième position avec 8 171 voix. Il déclare alors qu'il est « un perdant heureux » parce que « la réforme spirituelle et morale est devenue de toute façon un problème majeur de campagne ».